# 李仁星
李 仁星（Yi In Seong、イ・インソン、1953年12月9日 - ）は、韓国の小説家。慶尚南道鎭海市出身。父親は歴史学者の李基白。

## 略歴
1953年12月9日、慶尚南道鎭海市に生まれる。1980年、『文学と知性』に『낯선 시간 속으로(見知らぬ時間の中で)』を発表し、登壇した。李はソウル大仏語仏文学科の教授として在職したこともある仏文学者でもありながら、韓国で最も実験的で哲学的な小説を書く小説家として知られている。1980年の登壇以降、作品数は多くないが、時点が変わったり、時制を自由に変えたり、幻想と現実を曖昧に述べたりなど、様々な手法で読者を混乱させるが、その分小説の形式と構成の集中させる力がある作品を発表した。
デビュー作である『낯선 시간 속으로(見知らぬ時間の中で)』は、軍隊に入った主人公が父の死で除隊して家に戻ってくる場面から始まる。自己分裂的な叙述法で、若者が自らのアイデンティティを探索する過程での挫折、成長などを表現している。
『강어귀의 섬 하나(川の入り口の島一つ) 』は、人間の基本的な性的欲望と人生の流れについて描いており、52の章で構成された長編小説『미쳐버리고 싶은, 미쳐지지 않는(狂いたい、狂えない)』では数人の女性人物を通じて人間の本能的欲望と理性の間での葛藤を表現した。

## 年譜
- 1953年12月9日、慶尚南道鎭海市に生まれる。[1]
- 1989年、第22回韓国日報文学賞受賞。
- 2013年、第7回金裕貞文学賞受賞。

## 代表作品
- 1983年、낯선 시간 속으로(見知らぬ時間の中で) [4]
- 1989年、한없이 낮은 숨결(限りなく低い吐息)
- 1992年、마지막 연애의 상상(最後の恋愛の想像)
- 1995年、미쳐버리고 싶은, 미쳐지지 않는(狂いたい、狂えない)
- 1999年、강어귀의 섬 하나(川の入り口の島一つ)